# Frank Wess
Frank Wess (Kansas City, 4 januari 1922 - New York, 30 oktober 2013) was een Amerikaans jazz-saxofonist en -fluitist. Hij was elf jaar lang een van de twee tenorsaxofonisten in het orkest van Count Basie en hij en Frank Foster werden beroemd door hun duetten of "tenor battles".

## Biografie
Frank Wess werd geboren in Kansas City, groeide op in Sapulpa (Oklahoma) en woonde vanaf 1935 in Washington. Zijn ouders waren leerkrachten en als tienjarige begon hij altsaxofoon te spelen in het amateurorkest van zijn vader. Hij speelde later in het huisorkest van het Howard-theater in Washington en stapte over op tenorsaxofoon, geïnspireerd door het spel van Lester Young.
In de Tweede Wereldoorlog deed hij dienst in het Amerikaans leger, waar hij ook in een militaire muziekkapel speelde, en na zijn demobilisatie in 1945 speelde hij twee jaar bij het orkest van Billy Eckstine; daarna bij de combo's van Eddie Heywood en Bull Moose Jackson. Hij studeerde fluit aan de Modern School of Music in Washington. In 1953 engageerde Count Basie hem in zijn big band. Dit werd snel een succes; Wess speelde zowel saxofoon- als fluitsolos en "duelleerde" op sax met de andere tenorsaxofonist Frank Foster. Vanaf 1959 werd Wess vijf jaar na elkaar verkozen tot beste jazzfluitist in de poll van Down Beat. Hij maakte veel opnamen met het orkest van Basie, waaronder het beroemde met Grammy Awards bekroonde album The Atomic Mr. Basie van 1958, maar ook met andere formaties.
In 1964 verliet hij Basie en vestigde zich in New York. Hij werd freelancer, speelde onder meer in het orkest bij Broadway-musicals, en leidde af en toe ook een eigen big band. In de jaren 1970 was hij lid van het New York Jazz Quartet bij pianist Roland Hanna.
In de jaren 1980 vormden Wess en Foster een quintet, de "Two Franks". Wess bleef optreden en opnames maken tot kort voor zijn dood op 91-jarige leeftijd.

## Discografie
Als leider:
- Jazz for Playboys (Savoy, 1957)
- Wheelin' & Dealin'  (Prestige, 1957)
- Opus De Blues (Savoy, 1959)
- The Frank Wess Quartet (Moodsville, 1960)
- Southern Comfort (Prestige, 1962)
- Yo Ho! Poor You, Little Me (Prestige, 1963)
- Wess to Memphis (1970)
- Flute of the Loom (1973)
- Two for the Blues (1983)
- Entre Nous (1990) (Concord Jazz)
- Going Wess (1993)
- Tryin' To Make My Blues Turn Green (Concord, 1994)
- Hank and Frank (2002)
- Hank and Frank II (2009)